# Зебра Селуса
Зебра Селуса (Equus quagga selousi) — підвид рівнинної зебри, поширений у південно-східній Африці. Зустрічається переважно в Мозамбіку.

## Таксономія
Цей підвид схожий на зебру Бурчелла, але його можна відрізнити за ногами, які смугасті до копит.

## Опис
Цей підвид має чіткі чорно-білі смуги без коричневих тіньових смуг підвиду зебри Чепмена. Вони поширені вниз по боках і по всьому тілу, крім голови та шиї. Верхня половина вкрита горизонтальними смугами, переважно вицвілими, які не огинають ніг. Черево частково смугасте. Середня маса тварин біля 300 кг, а середня висота в холці становить 150 см. 